# بابليتا أبيتا
بابليتا أبيتا (الاسم الدينى: Ta-Nez-Bah؛ 20 يوليو 1953 – 31 يناير 2017) كانت ناشطة ونحاتة أمريكية أصلية (من قبيلة نافاجو) ولدت في جالوپ، نيو مكسيكو، الولايات المتحدة. هي الابنة الكبرى لسيلفيا آن (شيبلي) أبيتا والفنان نارسيسو أبيتا. سُمّيت على اسم جدتها، واسمها باللغة نافاجو يُترجم إلى "الشخص الذي يكمل الدائرة". كانت عائلتها في الأصل من فرقة كانيونسيتو (التي تعني "الوادي الصغير" بالإسبانية) من محمية نافاجو في نيو مكسيكو، الواقعة غرب ألبوكيركي. في عام 2000، قررت المحمية تغيير اسمها إلى توهجيلي (الذي يعني "سحب الماء من بئر طبيعي" بلغة نافاجو).
حصلت أبيتا على درجة الماجستير في الشؤون العامة من جامعة نيو مكسيكو وعملت كلوبيست لصالح قبيلة نافاجو في واشنطن العاصمة.

## الحياة المبكرة
ولدت بابليتا أبيتا في جالوپ، نيو مكسيكو في 20 يوليو 1953. كان كلا والديها فنانين؛ والدها هو نارسيسو أبيتا ووالدتها سيلفيا آن (شيبلي) أبيتا. كانت أبيتا واحدة من سبعة أطفال. كل طفل كان لديه مهارات فنية، تتراوح بين النسج أو إنشاء التماثيل والرسم. أُعطي كل طفل اسمًا وسطياً من قبيلة نافاجو، بهدف الحفاظ على ارتباط الأطفال بتراثهم الأمريكي الأصلي. يُترجم اسم أبيتا نافاجو "Ta-Nez-Bah" إلى "الشخص الذي يكمل الدائرة".

## الحياة المهنية

### النشاطات
حصلت أبيتا على درجة الماجستير في الشؤون العامة من جامعة نيو مكسيكو في عام 1983. بعد حصولها على شهادتها، أصبحت لوبيست في مكتب قبيلة نافاجو في واشنطن، العاصمة. كلوبيست للنافاجو، نسقت جهدًا وطنيًا لضمان تمرير تعديلات تتعلق بالشعوب الأصلية، مثل قانون المياه الصالحة للشرب، وقانون المياه النظيفة، وقانون سوبرفند. من 1986 إلى 1988، كانت أبيتا مساعدة تشريعية لبن نايتهورس كامبل، ديمقراطي في مجلس النواب في ذلك الوقت. تركت مكتب كامبل في عام 1988 للانضمام إلى مكتب الشؤون الهندية. في عام 1991، أصبحت روابطًا برلمانية لمتحف الأمريكيين الأصليين (NMAI).في NMAI، كانت تراقب تمويل المتحف المخطط له وشاركت في الحصول على تمويل لمؤسسة سميثسونيان، الجهة الأم لـ NMAI. كما عملت في تطوير مقترحات تتعلق بإعادة الثقافة إلى أوطانها، وقد خدمت كمساعدة خاصة لمدير المتحف في مكتب الشؤون الحكومية حتى تقاعدها في 2011.عملت كحلقة وصل في جمع التبرعات للمتحف، ونسقت أيضًا حضور القادة القبليين في مراسم الافتتاح كعضو في فريق موكب الأمم الأصلية. خلال فترة وجودها في NMAI، حصلت على العديد من الجوائز، بما في ذلك جائزة موظف العام، وهي جائزة تُسمى الآن تكريمًا لها.

### الفن
كفنانة، أنشأت أبيتا تماثيل توصف بأنها "ناعمة، مستديرة، وحسية". حوالي الوقت الذي انتقلت فيه إلى واشنطن، العاصمة للعمل مع الكونغرس كامبل، أعطتها شقيقتها فرنًا. بدأت أبيتا في تجربة النحت بالطين، وأقنعها كامبل لاحقًا بعرض فنها في معرض في كولورادو. تُحتفظ أعمالها في العديد من المجموعات الخاصة والعامة، بما في ذلك مجموعات جون ماكين، ودانيال إينوي، ومتحف التاريخ الطبيعي الوطني. أول قطعة تم عرضها في مزاد كانت بعد وفاتها في 2017، حيث تم عرض "امرأتان من الذرة بلا عنوان" في مزاد كوان في سينسيناتي عام 2020. تم التبرع بتمثال نحت لامرأة أنشأته حوالي عام 1995 وتم بيعه في سوق سانتا في للفنون الهندية إلى NAMI في 2008.